# Okan Öztürk (Fußballspieler)
Okan Öztürk (* 30. November 1977 in Merzifon) ist ein ehemaliger türkischer Fußballspieler. Durch seine langjährige Tätigkeit für Çaykur Rizespor wird er mit diesem Verein assoziiert. Auf Fan- und Vereinsseiten wird er als einer der bedeutendsten Spieler der Klubgeschichte aufgefasst. Mit 127 Erstligaeinsätzen für Rizespor ist er nach Turgut Kural (132 Einsätze), Metin Bak (131 Einsätze) und Muharrem Vezir (131 Einsätze) der Spieler mit den vierthäufigsten Süper-Lig-Einsätzen der Vereinsgeschichte. Zudem befindet er sich mit 28 Ligatoren in der Liste der Spieler mit den meisten Süper-Lig-Toren für Rizespor an erster Stelle.

## Karriere
Öztürk begann mit dem Vereinsfußball in der Jugendabteilung seines Heimatvereins Merzifonspor. Nachdem er hier bis zum Jahr 1994 gespielt hatte, wurde er in den Profikader aufgenommen. Bei den Profis schaffte er es schnell in die Startelf und fiel durch gute Leistungen den Vereinen der oberen Ligen auf. So verpflichtete ihn der Hauptstadtverein PTT SK im Sommer 1996. Mit diesem Verein verpasste Özütk im Sommer 1998 den Klassenerhalt in der 2. Lig, weshalb Öztürk zur nächsten Saison zum Zweitligisten Batman Petrolspor wechselte. Bei diesem Verein gelangen Öztürk in 34 Ligaspielen 16 Tore, weshalb er bereits nach einer Saison zum finanziell besser positionierten Zweitligisten Siirt Jet-Pa Spor wechselte. Bei diesem Verein hatte sich mit dem Mäzen Fadıl Akgündüz und seiner Firmengruppe Jet-Pa ein finanzstarker Sponsor gefunden, der durch große Investitionen den Verein in die höchste türkische Spielklasse bringen wollte. Bei seinem neuen Arbeitgeber spielte Öztürk mit gestandenen Erstligaspielern bzw. Nationalspielern wie Evren Turhan, Erkan Avseren, Ceyhun Eriş, Hamza Hamzaoğlu, Timuçin Bayazıt und Alp Küçükvardar zusammen. Öztürk etablierte sich trotz der großen Konkurrenz schnell als Stammspieler. Die Zweitligasaison 1999/2000 beendete die Mannschaft hinter Yimpaş Yozgatspor als Vizemeister und stieg so zum ersten Mal in der Vereinsgeschichte in die höchste türkische Spielklasse, in die 1. Lig, auf. Öztürk erzielte in dieser Saison im Türkischen Fußballpokal drei Tore und wurde so mit 14 weiteren Spielern in der Torschützenliste des türkischen Fußballverbandes Torschützenkönig dieser Pokalsaison. Nach dem Aufstieg spielte er eine weitere Spielzeit in der höchsten türkischen Spielklasse für Siirt JetPa Spor und verließ den Verein, nachdem dieser am Saisonende den Klassenerhalt verpasste.
Nach seinem Weggang von JetPa Spor wechselte Öztürk zum Erstligisten Çaykur Rizespor. Bei diesem Verein gelang ihm auf Anhieb der Sprung in die Stammformationen. Nachdem sein Verein zum Saisonende den Klassenerhalt verpasst hatte, blieb Öztürk im Mannschaftskader. In der Zweitligasaison 2002/03 erreichte Rizespor die Vizemeisterschaft und damit den direkten Wiederaufstieg. Öztürk steuerte 14 Ligatore zu diesem Erfolg bei und bildete mit seinem Sturmpartner Yunus Altun, der mit 24 Toren Torschützenkönig der 2. Liga wurde, das erfolgreichste Sturmduo dieser Zweitligasaison. In die Süper Lig zurückgekehrt behielt Öztürk trotz oft wechselnder Trainer seinen Stammplatz und spielte hier weitere drei Jahre als Stammspieler.
Im Sommer 2006 verließ Öztürk Rizespor wieder und wechselte innerhalb er Süper Lig zum Hauptstadtverein Gençlerbirliği Ankara. Bei diesem Verein erlebte er in seiner zweijährigen Zeit mehrere Trainerwechsel. Trotz dieser Trainerwechsel absolvierte Öztürk nahezu alle Pflichtspiele seiner Mannschaft und zählte zu den erfolgreichsten Torschützen seines Teams. In der Spielzeit 2006/07 gelang ihm mit seinem Team der 6. Tabellenplatz und im Türkischen Fußballpokal der Saison 2007/08 die Finalteilnahme. Im Finale unterlag man Kayserispor nach Elfmeterschießen 10:11 und verpasste so den dritten Finalsieg der Vereinsgeschichte.
Zur Spielzeit 2008/09 kehrte er zu seinem mittlerweile in der TFF 1. Lig spielenden alten Verein Rizespor zurück. Hier spielte er lediglich eine Spielzeit und verließ anschließend den Verein Richtung Ligakonkurrent Karşıyaka SK. Bei diesem Verein wurde er in seiner ersten Saison mit 13 Ligatoren erfolgreichste Torschütze seines Vereins. Nachdem er in seiner zweiten Saison hinter den Erwartungen blieb und nur ein Saisontor erzielen konnte, verließ er im Sommer 2011 Karşıyaka.
Nach einjährigen Tätigkeiten bei Bozüyükspor und Yeni Malatyaspor beendete Öztürk zum Sommer 2013 seine aktive Laufbahn.

## Erfolge
Mit Siirt Jet-Pa Spor
- Vizemeister der TFF 1. Lig: 1999/2000
- Aufstieg in die Süper Lig: 1999/2000

Mit Çaykur Rizespor
- Vizemeister der TFF 1. Lig: 2002/03
- Aufstieg in die Süper Lig: 2002/03

Mit Gençlerbirliği Ankara
- Türkischen Pokalfinalist: 2007/08

Individuell
- Torschützenkönig des Türkischen Fußballpokals:  1999/2000